# 科濟亞克山脈
46°37′02″N 15°28′34″E / 46.61722°N 15.47611°E
科濟亞克山脈（德語：Poßruck），是中歐的山脈，位於奧地利和斯洛文尼亞接壤的邊境，屬於拉萬塔爾阿爾卑斯山脈的一部分，最高點海拔高度1,052米。

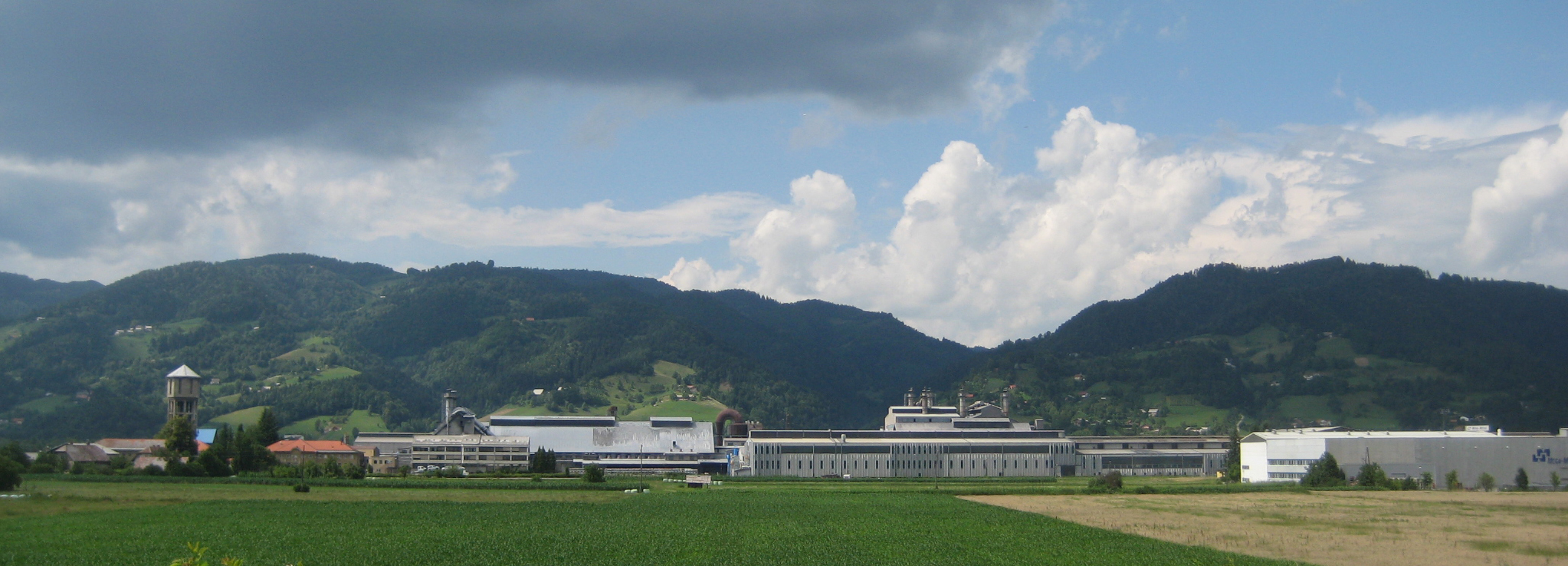